# The World and the Woman
The World and the Woman er en amerikansk stumfilm fra 1916 af Eugene Moore.

## Medvirkende
- Jeanne Eagels
- Boyd Marshall
- Thomas A. Curran som James Palmer
- Grace DeCarlton som Mrs. Jim Rollins
- Wayne Arey som Jim Rollins